# Mistrzostwa Świata w Gimnastyce Sportowej 1974
18. Mistrzostwa świata w gimnastyce sportowej, które odbyły się w bułgarskim mieście Warna w 1974 roku.

## Tabela medalowa
| Poz. | Państwo        | Złota | Srebra | Brązy | Łącznie |
| ---- | -------------- | ----- | ------ | ----- | ------- |
| 1    | ZSRR           | 6     | 10     | 5     | 21      |
| 2    | Japonia        | 5     | 1      | 4     | 10      |
| 3    | NRD            | 1     | 2      | 2     | 5       |
| 4    | Węgry          | 1     | 0      | 1     | 2       |
| 5=   | Rumunia        | 1     | 0      | 0     | 1       |
| 5=   | RFN            | 1     | 0      | 0     | 1       |
| 7    | Polska         | 0     | 0      | 2     | 2       |
| 8=   | Bułgaria       | 0     | 0      | 1     | 1       |
| 8=   | Czechosłowacja | 0     | 0      | 1     | 1       |

## Mężczyźni

### Wielobój indywidualnie
| Medal | Zawodnik          | Punkty  |
| ----- | ----------------- | ------- |
| 1     | Shigeru Kasamatsu | 115.500 |
| 2     | Nikołaj Andrianow | 115.375 |
| 3     | Eizō Kenmotsu     | 114.750 |

### Ćwiczenia wolne
| Medal | Zawodnik          | Punkty |
| ----- | ----------------- | ------ |
| 1     | Shigeru Kasamatsu | 19.375 |
| 2     | Hiroshi Kajiyama  | 19.325 |
| 3     | Andrei Keranov    | 19.225 |

### Ćwiczenia na koniu z łękami
| Medal | Zawodnik          | Punkty |
| ----- | ----------------- | ------ |
| 1     | Zoltán Magyar     | 19.575 |
| 2     | Nikołaj Andrianow | 19.375 |
| 3     | Eizō Kenmotsu     | 19.225 |

### Ćwiczenia na kółkach
| Medal | Zawodnik          | Punkty |
| ----- | ----------------- | ------ |
| 1     | Danut Grecu       | 19.525 |
| 1     | Nikołaj Andrianow | 19.525 |
| 3     | Andrzej Szajna    | 19.225 |

### Skok
| Medal | Zawodnik          | Punkty |
| ----- | ----------------- | ------ |
| 1     | Shigeru Kasamatsu | 19.325 |
| 2     | Nikołaj Andrianow | 19.250 |
| 3     | Hiroshi Kajiyama  | 19.225 |

### Ćwiczenia na poręczach
| Medal | Zawodnik           | Punkty |
| ----- | ------------------ | ------ |
| 1     | Eizō Kenmotsu      | 19.375 |
| 2     | Nikołaj Andrianow  | 19.325 |
| 3     | Władimir Marczenko | 18.850 |

### Ćwiczenia na drążku
| Medal | Zawodnik         | Punkty |
| ----- | ---------------- | ------ |
| 1     | Eberhard Gienger | 19.500 |
| 2     | Wolfgang Thuene  | 19.450 |
| 3     | Eizō Kenmotsu    | 19.275 |
| 3     | Andrzej Szajna   | 19.275 |

### Zawody drużynowe
| Medal | Państwo | Punkty  |
| ----- | ------- | ------- |
| 1     | Japonia | 571.400 |
| 2     | ZSRR    | 567.350 |
| 3     | NRD     | 562.400 |

## Kobiety

### Wielobój indywidualnie
| Medal | Zawodniczka         | Punkty |
| ----- | ------------------- | ------ |
| 1     | Ludmiła Turiszczewa | 78.450 |
| 2     | Olga Korbut         | 77.650 |
| 3     | Angelika Hellmann   | 76.875 |

### Skok
| Medal | Zawodniczka         | Punkty |
| ----- | ------------------- | ------ |
| 1     | Olga Korbut         | 19.450 |
| 2     | Ludmiła Turiszczewa | 19.200 |
| 3     | Bozena Perykulova   | 19.075 |

### Ćwiczenia na poręczach
| Medal | Zawodniczka         | Punkty |
| ----- | ------------------- | ------ |
| 1     | Annelore Zinke      | 19.650 |
| 2     | Olga Korbut         | 19.575 |
| 3     | Ludmiła Turiszczewa | 19.500 |

### Ćwiczenia na równoważni
| Medal | Zawodniczka         | Punkty |
| ----- | ------------------- | ------ |
| 1     | Ludmiła Turiszczewa | 19.725 |
| 2     | Olga Korbut         | 19.525 |
| 3     | Nelli Kim           | 19.200 |

### Ćwiczenia wolne
| Medal | Zawodniczka         | Punkty |
| ----- | ------------------- | ------ |
| 1     | Ludmiła Turiszczewa | 19.775 |
| 2     | Olga Korbut         | 19.600 |
| 3     | Elwira Saadi        | 19.550 |
| 3     | Rusudan Siharulidze | 19.550 |

### Zawody drużynowe
| Medal | Państwo | Zawodniczka          | Punkty  |
| ----- | ------- | -------------------- | ------- |
| 1     | ZSRR    | Nina Dronova         | 384.150 |
| 1     | ZSRR    | Nelli Kim            | 384.150 |
| 1     | ZSRR    | Olga Korbut          | 384.150 |
| 1     | ZSRR    | Elwira Saadi         | 384.150 |
| 1     | ZSRR    | Rusudan Sikharulidze | 384.150 |
| 1     | ZSRR    | Ludmiła Turiszczewa  | 384.150 |
| 2     | NRD     | Richarda Schmeißer   | 376.550 |
| 2     | NRD     | Bärbel Röhrich       | 376.550 |
| 2     | NRD     | Heike Gerisch        | 376.550 |
| 2     | NRD     | Irene Abel           | 376.550 |
| 2     | NRD     | Angelika Hellmann    | 376.550 |
| 2     | NRD     | Annelore Zinke       | 376.550 |
| 3     | Węgry   | Krisztina Medveczky  | 370.600 |
| 3     | Węgry   | Zsuzsa Nagy          | 370.600 |
| 3     | Węgry   | Márta Egervári       | 370.600 |
| 3     | Węgry   | Mónika Császár       | 370.600 |
| 3     | Węgry   | Zsuzsa Matulai       | 370.600 |
| 3     | Węgry   | Ágnes Bánfai         | 370.600 |